# ڨ

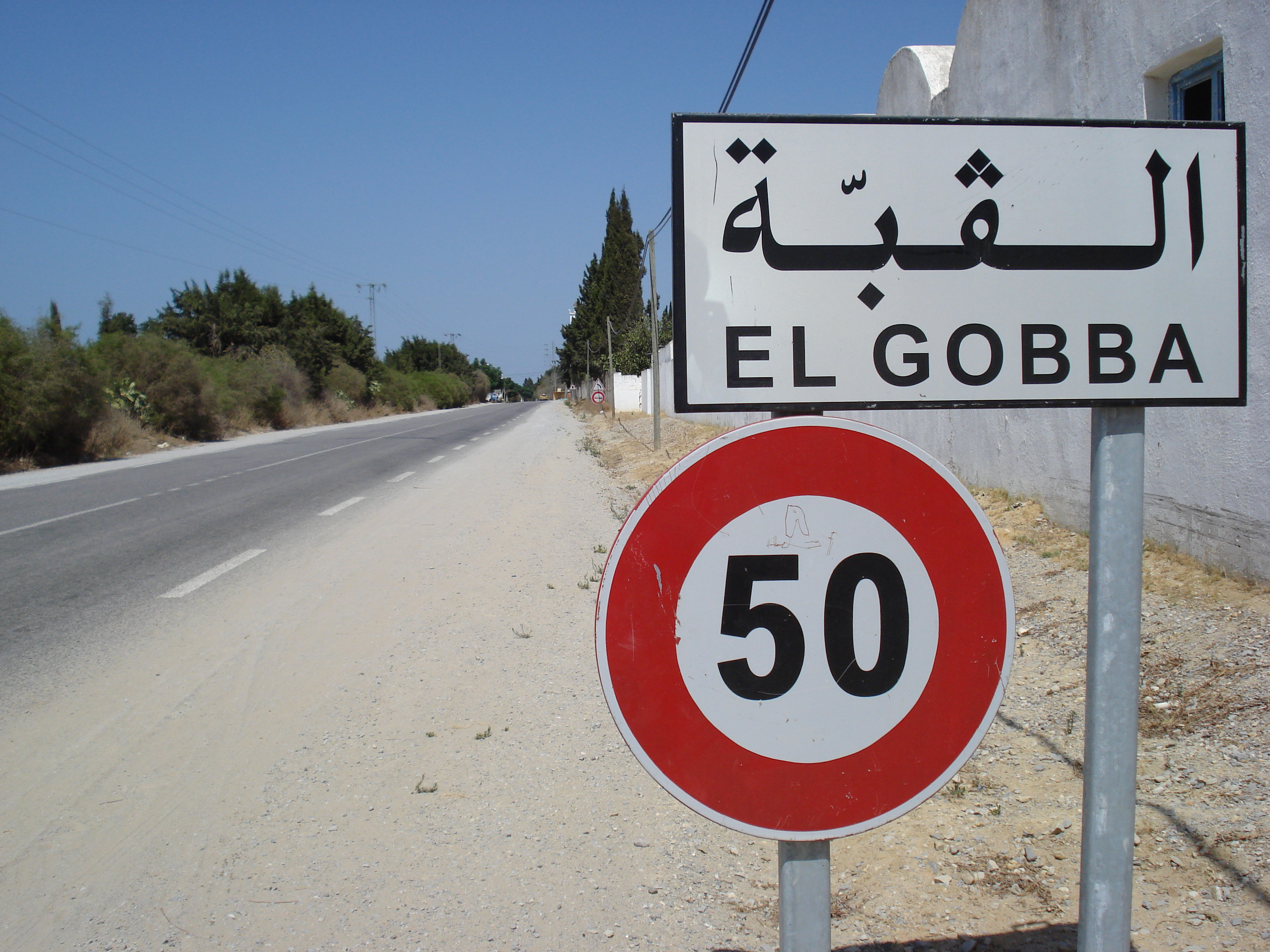
«الڨبة»

القاف المثلثة (ڨ) أو الڨاف تلفظ ‎[ɡ]‏ (وتسمى القاف المغلظة والقاف اليابسة والقاف المعقودة).
كما يُعتبر هذا الحرف من الحروف الإضافية في الأبجدية العربية. يضاف هذا الحرف إلى الأبجدية العربية لنقصوة بعض التعابير الأجنبية والعامية. وتستخدم عوض القاف ‎[q]‏ في العربية الفصحى، نحو المرازيڨ والڨصرين وڨابس وڨفصة، للدلالة على نطقها كالجيم المصرية. قد تختلط مع الفاء المثلثة (ڤ) التي تنطق (V) في أشكالها ما عدا آخر الكلمة أي في أشكالها أول الكلمة وأوسط الكلمة. وتستخدم على نطاق واسع في تونس والجزائر.

## أمثلة

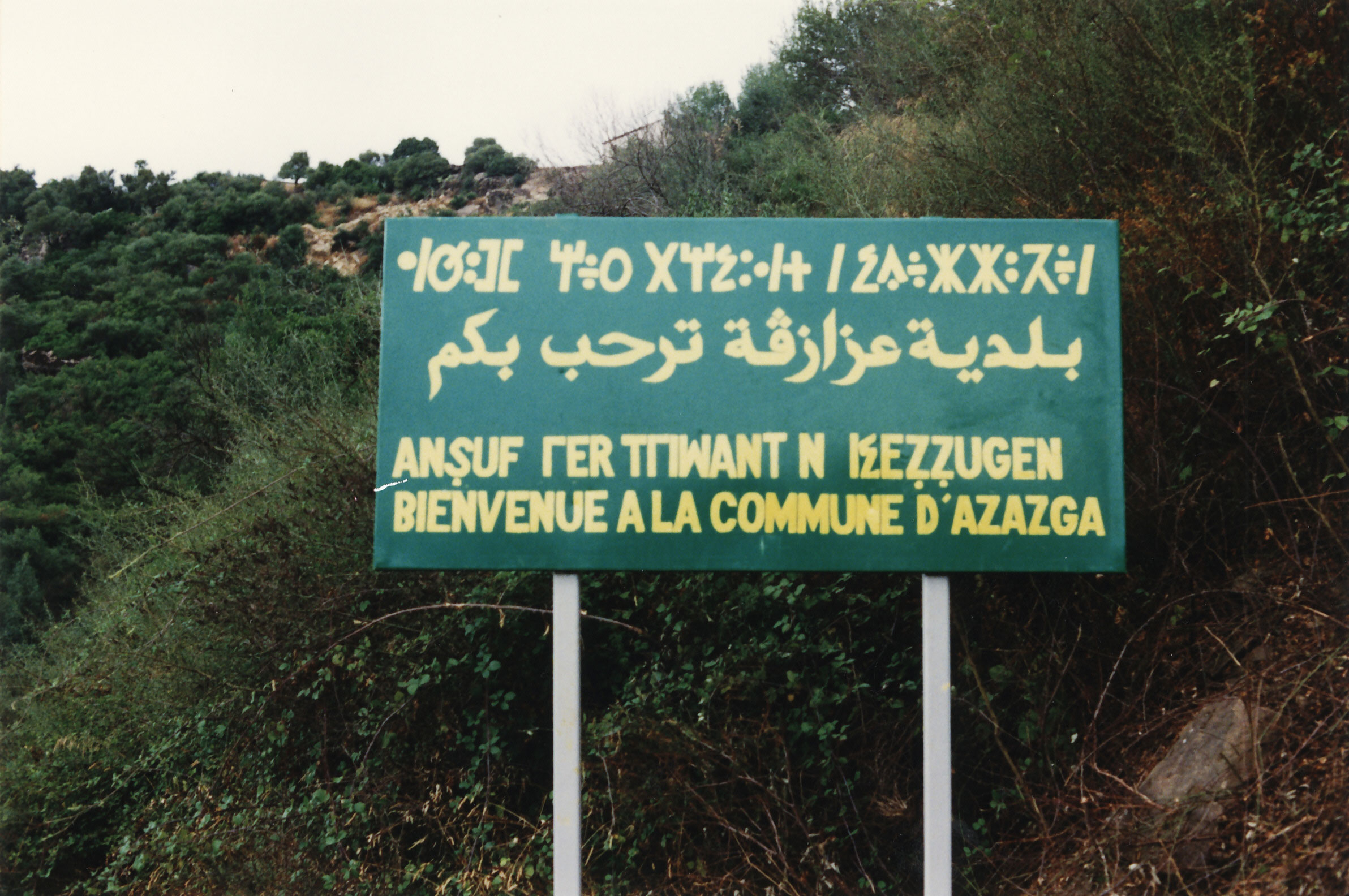
بلدية عزازڨة الجزائرية
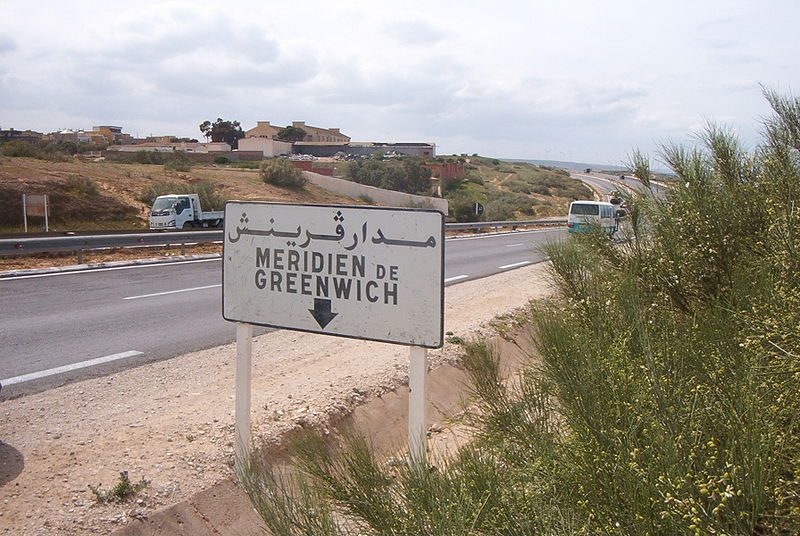
مدار «ڨرينش» بمدينة ستيدية
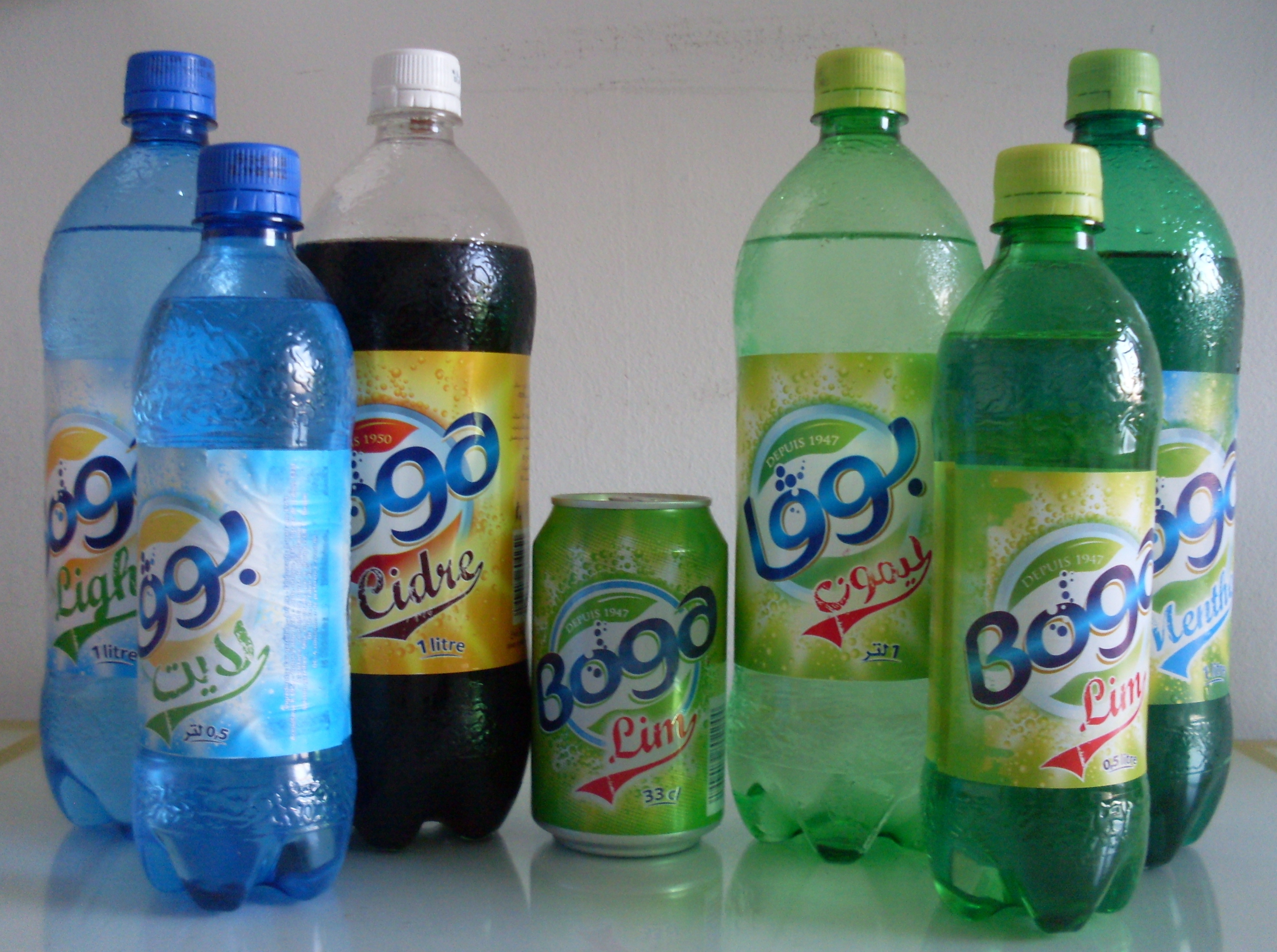
مشروبات بوڨا
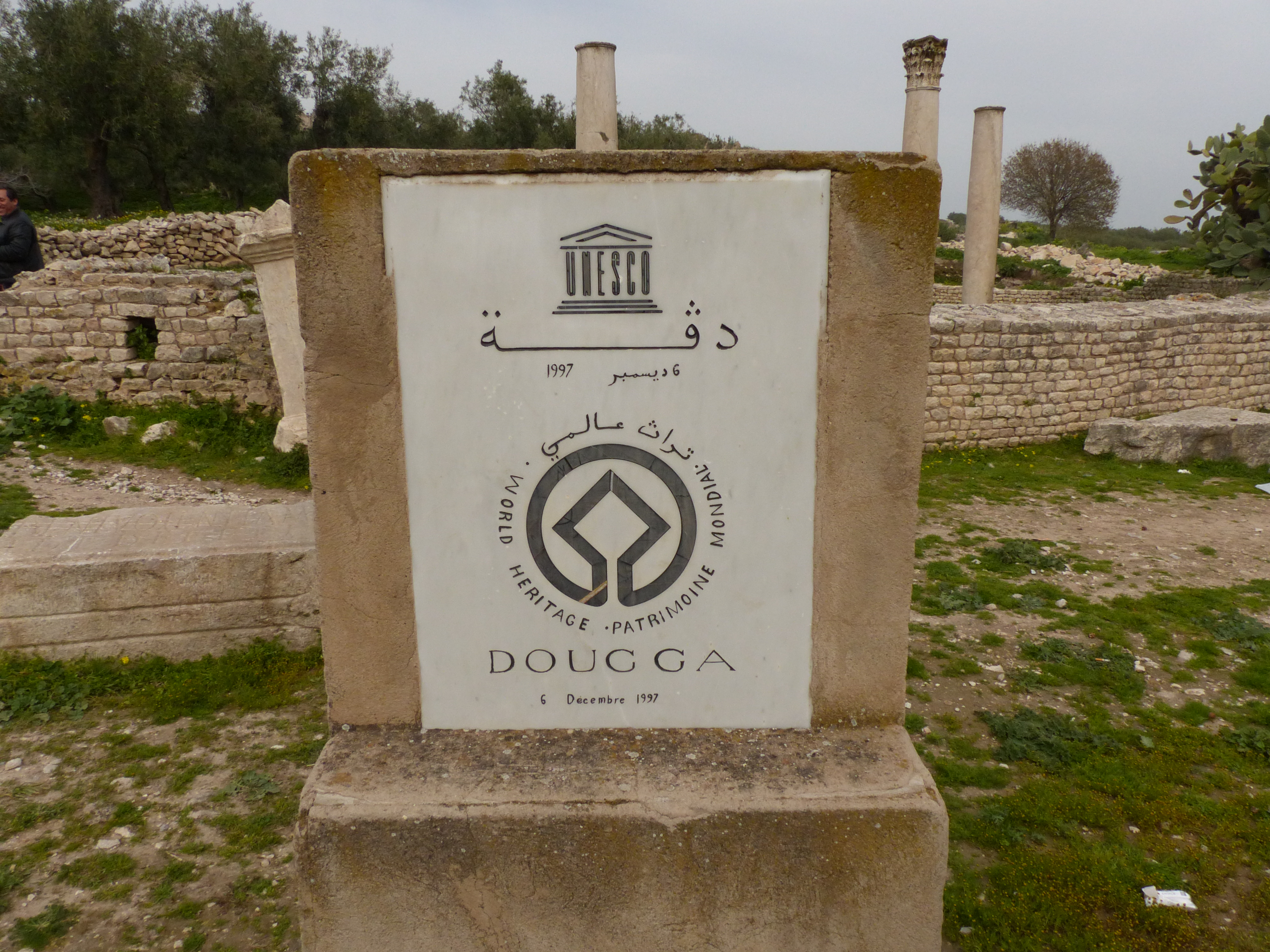
دڨة
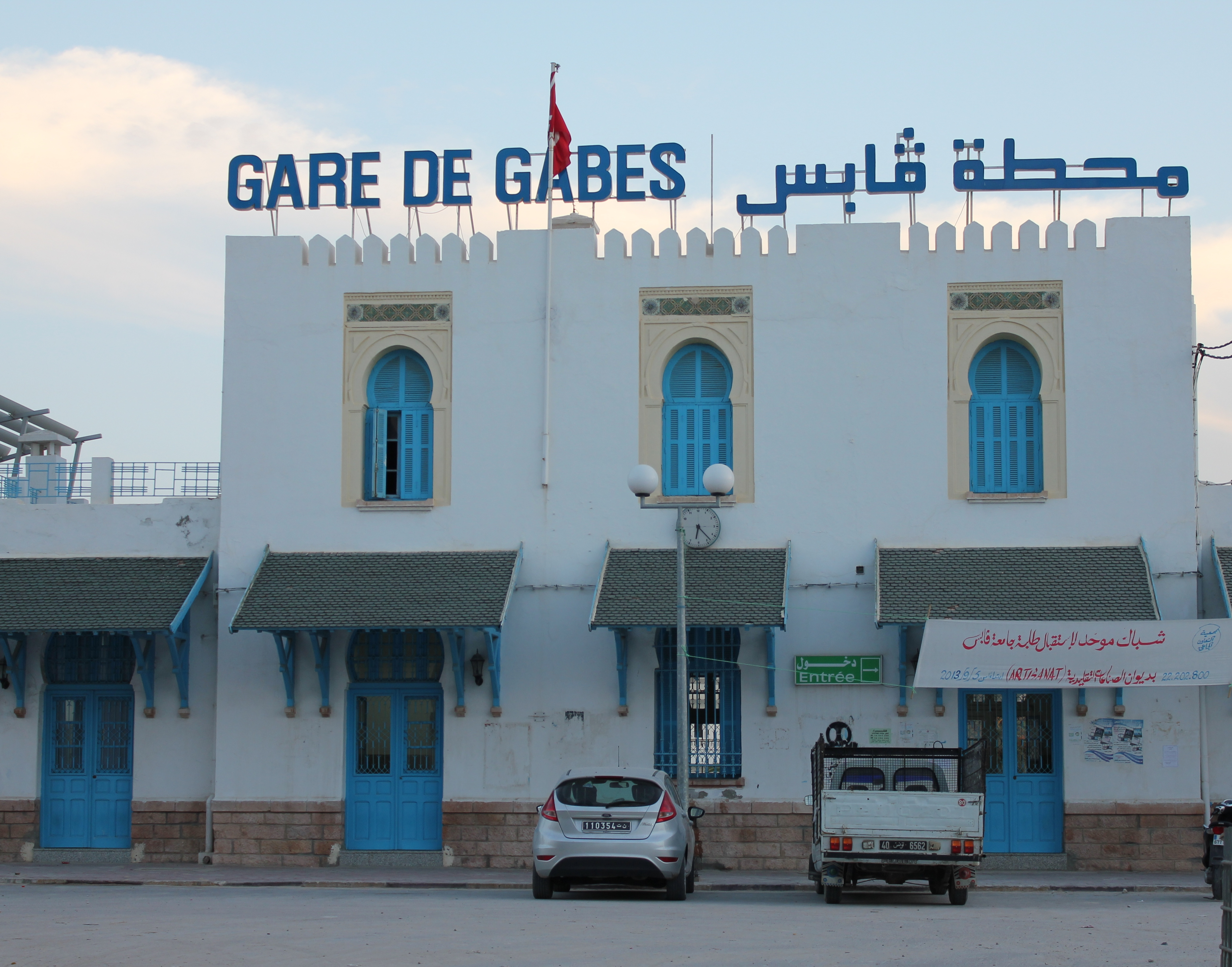
محطة ڨابس
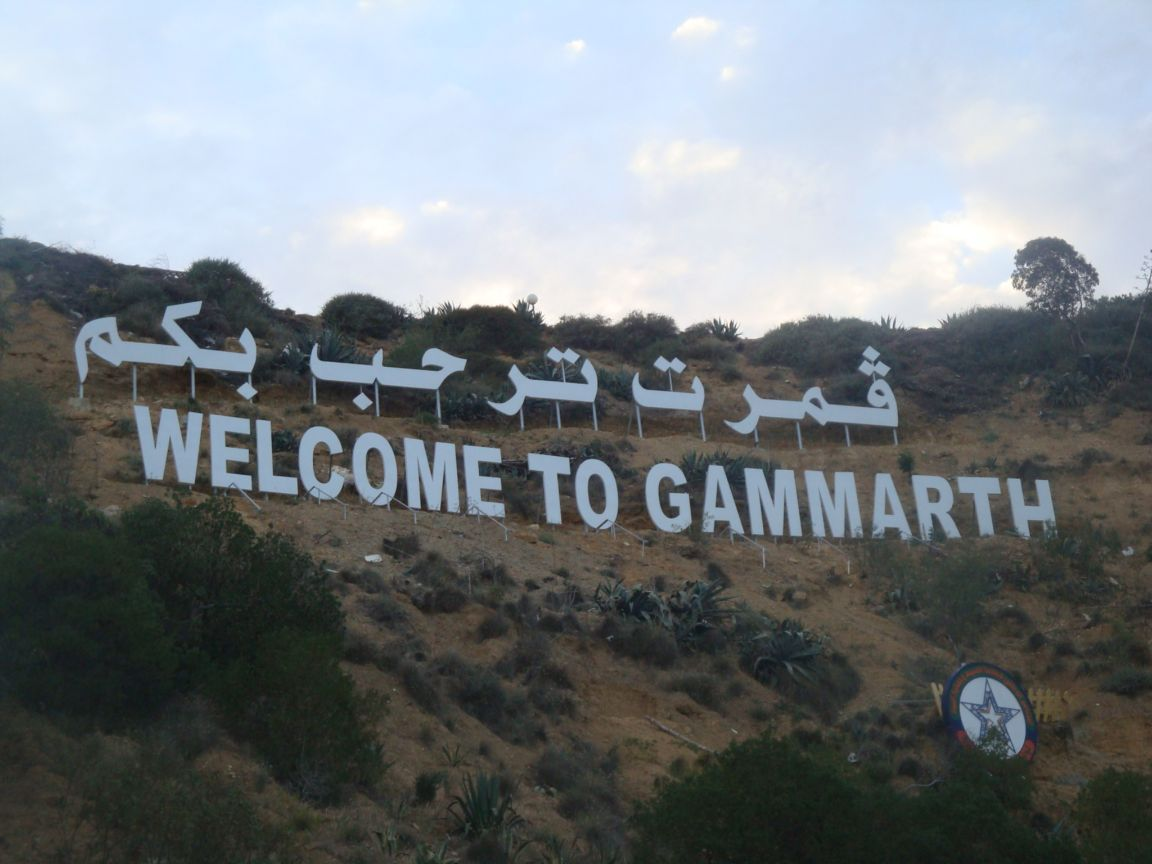
«ڨمرت ترحب بكم»
الفلاقة
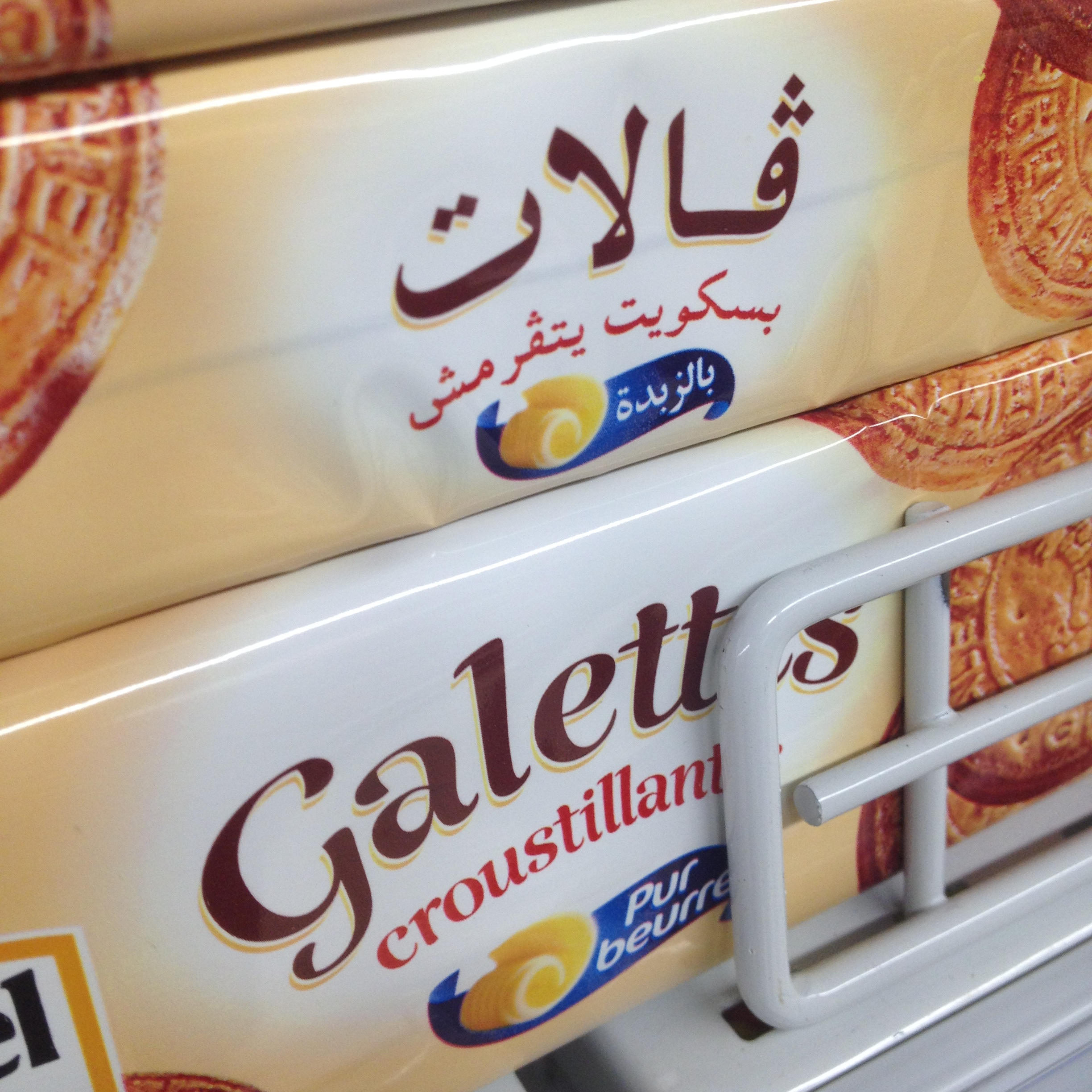
«ڨالات - بسكويت يتڨرمش»

## الكتابة
| الموقع من الكلمة: | معزول | بدائي | وسطي | نهائي |
| ----------------- | ----- | ----- | ---- | ----- |
| شكل الحرف:        | ڨ     | ڨـ    | ـڨـ  | ـڨ    |